# Alfons Meier-Böhme
Alfons Meier-Böhme (Hamburg, 21 september 1897 – Bad Waldsee, 11 juni 1969) was een Duits componist, muziekpedagoog en dirigent. Voor bepaalde werken gebruikte hij het pseudoniem Alf Monder.

## Levensloop
Meier-Böhme begon zijn muziekstudie (muziektheorie, compositie, orkestdirectie) aan de Musikhochschule Lübeck in Lübeck. Tussen 1924 tot 1930 werkte hij als muzikant en kapelmeester in verschillende steden. Van 1936 tot 1945 was hij lid van het amusementsorkest (Großes Unterhaltungsorchester) van de omroep in Stuttgart. Na de Tweede Wereldoorlog was hij muziekleraar en freelance componist. In 1954 werd hij Stadtmusikdirektor (stedelijk muziekdirecteur) in de stad Bad Waldsee. Aldaar werd hij op 17 september 1954 eveneens tot dirigent van de Musikverein Stadtkapelle Bad Waldsee 1827 e.V. benoemd. Met dit harmonieorkest vierde hij vele successen en bleef in deze functie tot 1964.
Hij arrangeerde verschillende klassieke werken voor harmonieorkest zoals de bravourpolka Die Teufelszunge voor trompet en harmonieorkest van Hugo Schmidt, de Niedersachsen Marsch en de mars Wir sind die Niedersachsen, beide van Hermann Grote en een selectie met melodieën uit de operette Im weißen Rössl van Ralph Benatzky. Als componist schreef hij vooral werken voor harmonieorkest en kamermuziek.

## Composities

### Werken voor harmonieorkest
- 1940 Helios, ouverture
- 1957 3 Miniaturen
- 1957 Festlicher Empfang
- 1957 Tutti Frutti, ouverture
- 1960 Sonniges Leben, kleine ouverture
- Astra-Marsch
- Trauermarsch

### Kamermuziek
- Humoreske, voor saxofoonkwartet